# Na Zabartowo
Na Zabartowo – część wsi Pęperzyn w Polsce położona w województwie kujawsko-pomorskim, w powiecie sępoleńskim, w gminie Więcbork.
W latach 1975–1998 Na Zabartowo administracyjnie należało do województwa bydgoskiego.
Wierni kościoła rzymskokatolickiego należą parafii św. Maksymiliana Kolbego w Pęperzynie.